# Leis contra uso de som nas praias do Brasil
As leis contra uso de som nas praias do Brasil constituem uma legislação que surgiu a fim de controlar e coibir o uso de equipamentos de som portáteis nas praias e áreas litorâneas do país. Nesse contexto, municípios como Bertioga, Guarujá, Peruíbe, Praia Grande e São Vicente implementaram leis que proíbem o uso de qualquer equipamento de som nas faixas de areia. Outros municípios do litoral paulista, como Santos, Itanhaém e Mongaguá, por exemplo, estabeleceram leis que liberam o uso desses equipamentos, mas com ressalvas.

## Legislação por município

### Guarujá
A cidade do Guarujá possui lei contra emissão de ruídos na faixa de areia e calçadões. Segundo o Código de Posturas Municipal do Guarujá, é proibido o uso de equipamentos sonoros na faixa de areia, jardins e calçadões. Até 2023, a rotina era de orientar e conversar, solicitando o desligamento do aparelho, mas a partir de 2024 a orientação inclui a apreensão dos equipamentos.

### Itanhaém
No município de Itanhaém, a Lei do Silêncio prevê que os equipamentos de som sejam utilizados num volume de até 80 decibéis e, das 22 às 7 horas, até 40 decibéis. No caso dos equipamentos de som de veículos, em qualquer horário, o volume máximo permitido é de 50 decibéis. Caso o limite seja ultrapassado, se o volume não for reduzido, o motorista pode ser autuado e ter o veículo recolhido.

### Santos
Em Santos, no ano de 2023, os aparelhos de som podiam ser utilizados, desde que não causem perturbação do sossego. De acordo com a Lei Complementar 1.129/21 autoriza a Guarda Civil Municipal a apreender caixas e equipamentos em casos do tipo.